# Raffaello Rubino
Raffaello Rubino (San Leonardo in Passiria, 16 gennaio 1928 – Palermo, 1º agosto 2021) è stato un politico e medico italiano.

## Biografia
Nato in provincia di Bolzano, ma è vissuto praticamente tutta la vita in Sicilia. Medico chirurgo ed esponente della Democrazia Cristiana, è stato deputato regionale dell'ARS all'Assemblea Regionale Siciliana per due legislature e parlamentare alla Camera dei deputati nella ottava e nona legislatura, nell'ultima delle è subentrato nel gennaio al posto del deputato deceduto Luigi Giglia. Rimase in carica fino al 1987.
È morto il 1º agosto 2021 all'età di 92 anni.